# Maiken Caspersen Falla
Maiken Caspersen Falla, norveška smučarska tekačica, * 13. avgust, 1990, Lørenskog, Norveška.
Leta 2011 je na svetovnem smučarskem prvenstvu v nordijskih disciplinah v Oslu skupaj z Astrid Uhrenholdt Jacobsen osvojila bronasto kolajno v ekipnem šrintu.